# Włodzimierz Maurer
Włodzimierz Ludwik Maurer (ur. 21 kwietnia 1907 w Tymbarku, zm. 17 października 1980 w Rzeszowie) – polski piłkarz, kadrowicz reprezentacji Polski, trener.
Był wychowankiem Resovii. W wieku seniorskim grał w ekstraklasie, będąc od 1928 do 1935 jednym z najlepszych napastników ligowych. Na przełomie 1931/1932 grając w Garbarni był powoływany do reprezentacji Polski pozostając rezerwowym kadrowiczem.
Po II wojnie światowej był trenerem. Pracował jako szkoleniowiec m.in. w macierzystej Resovii, w GWKS Rzeszów, w Czarnych Jasło i Pafawagu Wrocław. W latach 60. był współpracownikiem dziennika „Nowiny Rzeszowskie”, publikując artykuły na tematy piłkarskie oraz wspomnieniowe.

## Sukcesy
Zawodnicze
- Złoty medal mistrzostw Polski: 1931

Szkoleniowe
- Zwycięstwo w fazie finałowej klasy I w województwie rzeszowskim: 1952 z GWKS Rzeszów